# Feliks Niedzielski
Feliks Niedzielski (* 26. Juni 1912 in Banja Luka; † 20. Februar 1947 in Banja Luka) war ein aus Bosnien stammender kroatischer Dichter, Rechtsanwalt und Essayist.

## Lebensgeschichte
Sein Vater, Antun Nikodem, war Abkömmling polnischer Siedler. Niedzielski besuchte den Kindergarten bei den Anbeterinnen des Blutes Christi in seiner Heimatstadt, wo er seine Ausbildung fortsetzte. Als Gymnasiast lernte er die Katholische Soziallehre kennen, deren Förderer er später wurde. Als Student veröffentlichte er 1935 das Buch Kritika marksizma (kroatisch: Kritik des Marxismus), in dem er eine ökonomische und philosophische Kritik des Marxismus vorstellte. Niedzielski diplomierte 1939 an der Juristischen Fakultät der Universität Zagreb, wo er auch promovierte. Nach der Fakultät war er Rechtsanwaltsanwärter in Banja Luka und Journalist für Hrvatski glas. In seinen Essays und Artikeln kritisierte er den liberalen Kapitalismus und den Kommunismus, aber auch den historischen und dialektischen Materialismus im Allgemeinen. Er befasste sich auch mit der Pädagogik des Spiels und legte in seinen Aufsätzen zur Rolle des Spiels im Volksleben besonderen Wert auf die erzieherische Funktion des Spiels für Jugendliche. In seinen Arbeiten zu wirtschaftlichen Fragen kritisierte er den Konsumismus und kritisierte außerdem den Kapitalismus wegen der Dominanz des Mammonismus. Als Gegner sowohl des Zwangskollektivismus als auch des exzessiven Individualismus trat er für eine solidarische Wirtschaft nach den Grundsätzen der Katholischen Soziallehre ein.
Aufgrund eines Konflikts mit Ustascha-Beamten in Banja Luka im Juni 1941 flüchtete er zunächst in ein Kloster und wurde dann Stellvertreter des Gespans in Tuzla. Später, im Dezember 1943, wurde er zum Stellvertreter des Gespans in Banja Luka ernannt, aber im Juni 1944 wurde er ins Innenministerium versetzt. Er zeichnete sich durch die Betreuung von Flüchtlingen aus, insbesondere aus Ostbosnien. Er überlebte das Bleiburger Massaker im Mai 1945 und kehrte nach einem kurzen Auslandsaufenthalt in seine Heimat zurück. Als Verfechter der kroatischen Unabhängigkeit und Gegner des Kommunismus wurde er am 20. Februar 1947 von der jugoslawischen kommunistischen Regierung erschossen. 850 Serben unterzeichnete die Petition an die jugoslawischen Behörden gegen seine Festnahme, weil er während des Krieges an ihrer Rettung teilnahm. Sein Grab befindet sich in Borik in Banja Luka und ist nicht gekennzeichnet. Heute befindet sich an der Stelle seines Todes ein Spielplatz.

## Werke
- Kritika marksizma (Banja Luka, 1935)
- Novi društveni poredak (Banja Luka, 1936)
- Socijalni eseji (Zagreb, 1941; Madrid, 1964)

Seine Gedichte wurden in zahlreichen Zeitschriften veröffentlicht (Hrvatski glas, Hrvatska smotra und andere). Er findet sich in der von Matica hrvatska herausgegebenen Anthologie der kroatischen Zwischenkriegslyrik Lirika hrvatskih sveučilištaraca (kroatisch: Lyrik von kroatischen Studenten, 1939).